# 샴시 칼다야코프

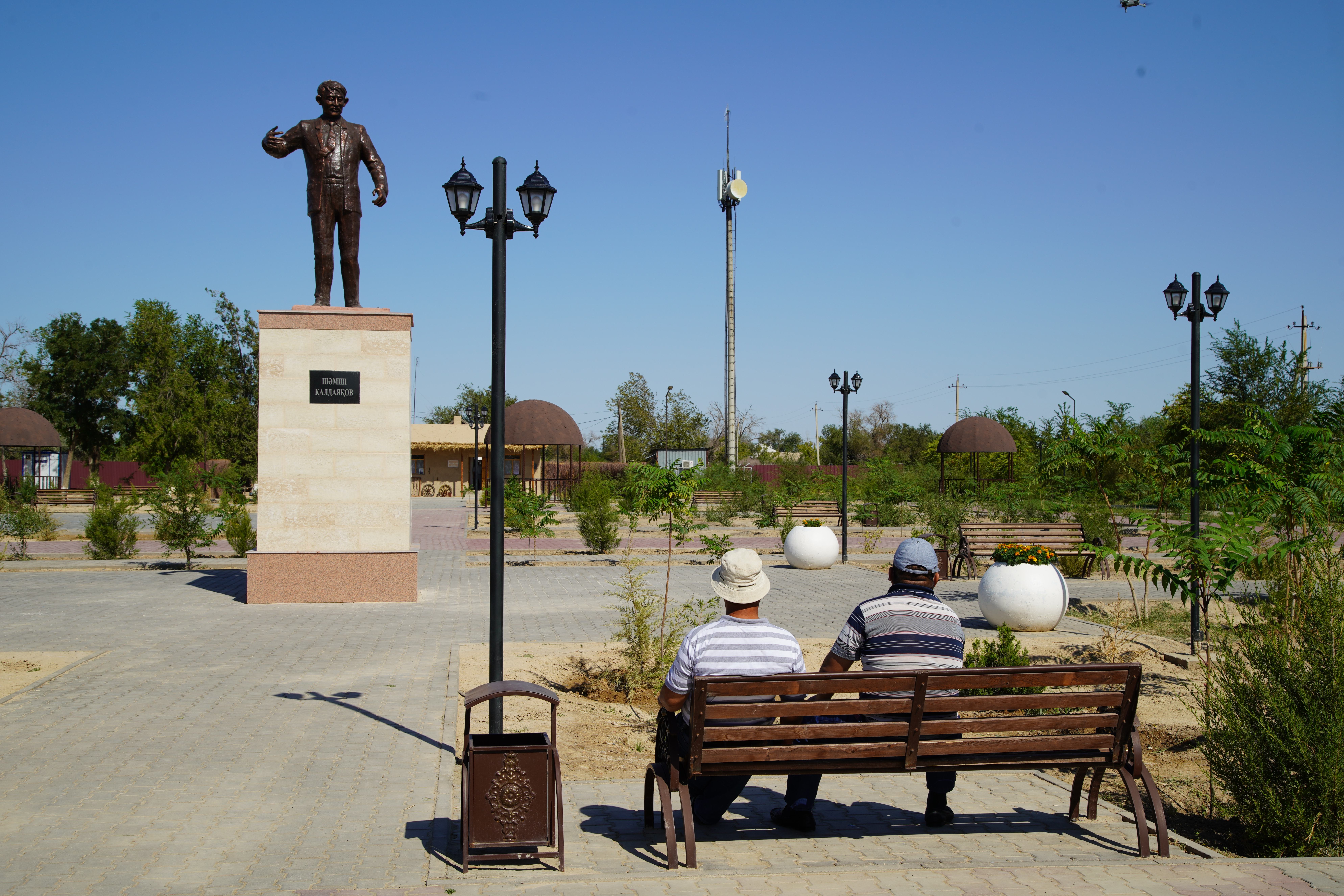

샴시 칼다야쿨르 칼다야코프(카자흐어: Шәмші Қалдаяқұлы Қалдаяқов 섐시 칼다야쿨르 칼다야코프, 1930년 8월 15일 ~ 1992년 2월 29일)는 카자흐스탄의 작곡가이다. 1956년에 카자흐스탄의 애국 가요인 나의 카자흐스탄을 작곡했다.
나의 카자흐스탄은 2006년에 누르술탄 나자르바예프 대통령에 의해 가사의 일부가 수정, 카자흐스탄의 국가로 지정되었다.

## 생애
현재의 투르키스탄주의 오트라르구 출신이다. 카자흐스탄이 독립된 후인 1992년에 알마티에서 사망했다.